# Diplopeltula botula
Diplopeltula botula är en rundmaskart som först beskrevs av Christian Wieser 1959.  Diplopeltula botula ingår i släktet Diplopeltula och familjen Axonolaimidae. Inga underarter finns listade i Catalogue of Life.